# Bitwa pod Bojanowem i Krzanowicami
Bitwa pod Bojanowem i Krzanowicami – starcie zbrojne, które miało miejsce 20 maja 1742 roku, podczas I wojny śląskiej, w okolicach Bojanowa i Krzanowic; pomiędzy oddziałami pruskimi pułkownika Hansa Friedricha von Rochowa i księcia Eugeniusza von Anhalt-Dessau, a wojskami węgierskimi w służbie Marii Teresy pod dowództwem pułkownika Johanna von Beleznaya. Zakończyła się zwycięstwem Węgrów.
W połowie maja 1742 roku w południowej części księstwa raciborskiego pojawiły się pozostające w służbie austriackiej oddziały węgierskie, celem ich działań było odcięcie pruskiej armii, która przebywała wówczas na południowo-wschodnich krańcach Śląska. 20 maja około południa oddziały te zostały wypatrzone przez pruskiego strażnika w Krzanowicach, który zaalarmował swój regiment. Oceniono wówczas siły wroga na około 1400 kawalerzystów. Węgrzy przemieszczali się z Bojanowa w kierunku Cyprzanowa. Dowodzący oddziałami w Krzanowicach pułkownik von Rohow ściągnął na miejsce jeszcze jednostki księcia von Anhalt-Dessau stacjonujące w Sudicach. Przybyły na miejsce książę pozostawił w Krzanowicach dwa szwadrony kawalerii, a z pozostałymi trzema wyruszył wraz z oddziałami pułkownika von Rohowa w kierunku Bojanowa. W trakcie przekraczania rzeki Psiny na wąskiej i niezbyt wytrzymałej kładce jednostki te dostały się pod obstrzał karabinowy. W tym czasie doszło również do załamania kładki i część wojsk nie zdążyła się przeprawić. Ci, którym się udało, na czele z von Rohowem, przystąpili do regularnej bitwy, trwającej około dwóch godzin. Reszta dołączała do walczących, ale nie wszystkim udało się przebyć rzekę. W tym czasie również książę von Anhalt-Dessau ściągnął w pobliże pozostałe dwa szwadrony. W bitwie znaczną przewagę osiągnęli Węgrzy, którzy zdecydowali sami przekroczyć Psinę w miejscu gdzie pod oddziałami pruskimi załamała się kładka. Część żołnierzy pruskich dostała się do niewoli, a von Rohow wycofał się w kierunku Pietrowic Wielkich. W czasie bitwy utracono też dwa sztandary. Po zwycięskim starciu siły węgierskie podążyły dalej, w kierunku Krzanowic. Drogi do tej miejscowości bronił wówczas jedynie 30-osobowy oddział kirasjerów pod dowództwem chorążego Friedricha Wilhelma von Seydlitza. Ten nakazał swoim ludziom zsiąść z koni i zająć pozycje na obrzeżach miasta, skąd prowadzili oni wielogodzinny ostrzał przeciwnika. Z powodu braku amunicji i wobec olbrzymiej przewagi Węgrów Seydlitz zdecydował się jednak skapitulować i trafił do niewoli. Wiadomość o oporze, jaki stawiał niewielki oddział rozniosła się wśród Prusaków, wzmacniając morale ich armii. Zadecydowało to również o nocnym odwrocie wojsk węgierskich zarządzonym przez ich dowódcę, Beleznaya i przemieszczeniu ich w kierunku Opawy.
Bilans walk był korzystny dla Węgrów, po stronie których było ogółem 54 zabitych i rannych. Po stronie pruskiej śmierć poniosło 19 żołnierzy (w tym 12 kirasjerów i 7 karabinierów) oraz 18 zostało rannych (w tym dwóch oficerów), a 224 dostało się do niewoli. W ręce Węgrów dostało się także 265 koni. Bohaterska postawa oddziału Seydlitza nie pozostała jednak bez echa, a sam chorąży, mimo iż trafił do niewoli został uznany za bohatera.